# Таллийдисамарий
Таллийдисамарий — бинарное неорганическое соединение, интерметаллид самария и таллия с формулой Sm2Tl, кристаллы.

## Получение
- Сплавление стехиометрических количеств чистых веществ:

{\displaystyle {\mathsf {2Sm+Tl\ {\xrightarrow {1030^{o}C}}\ Sm_{2}Tl}}}

## Физические свойства
Таллийдисамарий образует кристаллы гексагональной сингонии, пространственная группа P 63/mmc, параметры ячейки a = 0,5445 нм, c = 0,6778 нм, Z = 2, структура типа индийдиникель Ni2In.
Соединение образуется по перитектической реакции при температуре 1030 °C